# Aphrissa orbis
Aphrissa orbis är en fjärilsart som först beskrevs av Felipe Poey 1832.  Aphrissa orbis ingår i släktet Aphrissa och familjen vitfjärilar.
Artens utbredningsområde är Kuba. Inga underarter finns listade i Catalogue of Life.